# Meszlényi János
Meszlényi János (Németbóly, 1939. november 12. – 2016. november 13.) magyar szobrász.

## Életpályája
1939. november 12-én született a Baranya vármegyei Németbólyon. 1958-ban érettségizett Budapesten a Képző- és Iparművészeti Gimnáziumban, majd a
Képzőművészeti Főiskolán folytatta tanulmányait, ahol 1965-ben végzett. Mestere Mikus Sándor volt. 1962-től önálló kiállító művész. Felesége Molnár Eszter festőművész volt.

## Munkássága

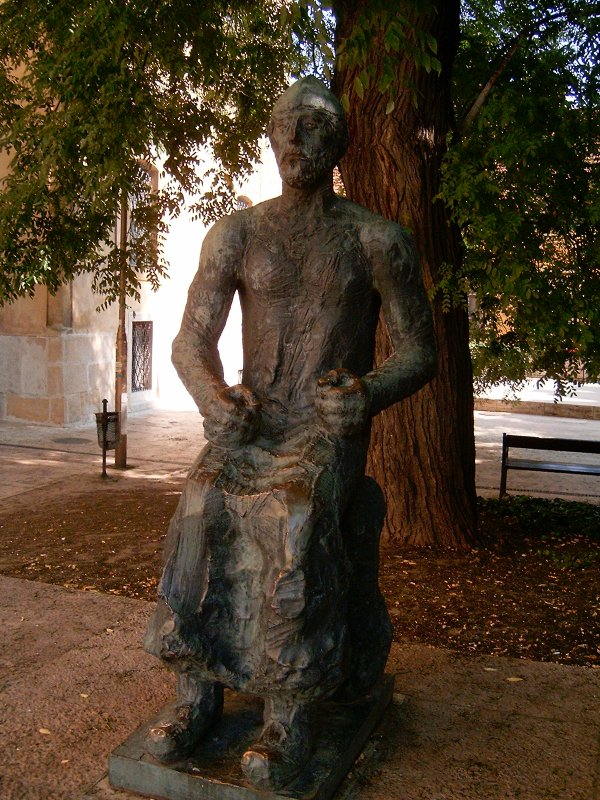
Géza nagyfejedelem szobra (Székesfehérvár, 1972), Meszlényi János alkotása

Munkái magángyűjteményekben, közintézményekben és köztereken találhatók. 1964-től alkotóidejének egy részét évente Balatonszepezden töltötte. Itt készült Szepezd című bronz domborműve (1964) a Nemzeti Galéria gyűjteményében található. 1964-től a Képzőművészeti Alap, ill. jogutódja a Magyar Alkotóművészek Országos Egyesületének, 1970-től a Magyar Képzőművészek Országos Szövetségének volt tagja. 1975-től 1981-ig a Képzőművészeti Alap Fejér megyei területi szövetségének titkára.
Egyéni kiállításai voltak Budapesten, Tokajban, Velencén és Révfülöpön. Rendszeresen vett részt csoportos kiállításokon is, így 1962-től Hódmezővásárhelyen az őszi tárlaton, 1969-től Fejér megyében, 1978-tól a fővárosi Műcsarnokban, majd 1981-től a pesterzsébeti Gaál Imre Galériában, 1985-től pedig Balatonszepezd és környéke művészei tárlatainak volt résztvevője. Magyarországon 26 köztéri szobra áll, 1 pedig Németországban. Köztéri szobrai, valamint csoportos kiállításokon bemutatott művei többször részesültek díjazásban, köztük Nívódíjban is.  Műveiről, kiállításairól, életútjáról számos újságban jelent meg cikk (Népszabadság 1965, Művészet 1968, Jelenkor 1970, Új Írás 1978, Stádium 1989).

## Egyéni kiállításai
- Budapest (1965, 1970, 1995, 1998)
- Tokaj (1971)
- Velence (1977)
- Révfülöp (1999)

## Csoportos kiállításai
- Hódmezővásárhelyi Őszi Tárlat (1962-től)
- Fejér megye (1969-től)
- Fővárosi Műcsarnok (1978-tól)
- Pesterzsébet, Gaál Imre Galéria (1981-től)
- Balatonszepezd és környéke (1985-től)

## Díjai
- 1966: Derkovits Gyula képzőművészeti ösztöndíj
- 1995: Munkácsy Mihály-díj